# Капель, Уильям, 4-й граф Эссекс
Уильям Энн Холлес Капель, 4-й граф Эссекс (англ. William Anne Holles Capell, 4th Earl of Essex; 7 октября 1732 — 4 марта 1799) — британский землевладелец и пэр.

## Происхождение
Родился 7 октября 1732 года в Турине. Сын Уильяма Капеля, 3-го графа Эссекса (1696—1743), от второго брака с леди Элизабет Рассел.
Его дедушкой и бабушкой по отцовской линии были Элджернон Капель, 2-й граф Эссекс, и леди Мэри Бентинк (старшая дочь Уильяма Бентинка, 1-го графа Портленда, и Энн Вильерс). Его мать была дочерью Ризли Рассела, 2-го герцога Бедфорда, и Элизабет Хоуленд (дочь и наследница Джона Хоуленда из Стрэтема).

## Карьера
В январе 1743 года, в возрасте десяти лет, он унаследовал титулы и поместья своего отца. В 1753 году, в возрасте двадцати одного года, он занял свое место в Палате лордов Великобритании . Лорд Опочивальни короля Георга II (1755—1769) и лорд опочивальни короля Георга III (1782—1799).
Лорд Эссекс служил лордом-лейтенантом Хартфордшира с 1764 по 1771 год. В 1770 году он был назначен последним мастером гончих.

## Личная жизнь

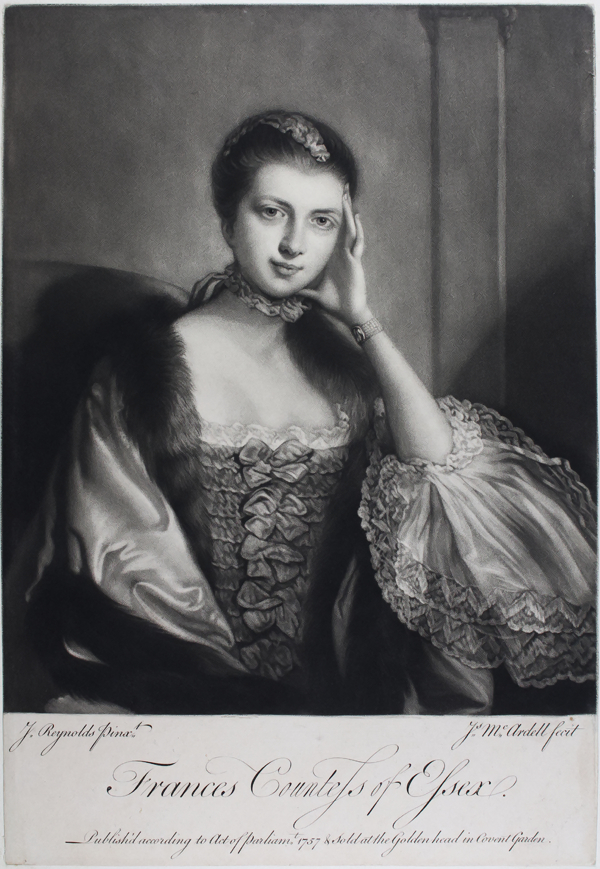
Фрэнсис, графиня Эссекс (1735—1759), первая жена 4-го графа Эссекса

1 августа 1754 года граф Эссекс женился в первый раз на Фрэнсис Ханбери Уильямс (1735 — 19 июля 1759), дочери Чарльза Ханбери Уильямса из Колдброка и леди Фрэнсис Конингсби из замка Хэмптон-Корт (дочери Томаса Конингсби, 1-го графа Конингсби).
От первой жены у него было трое детей (Джордж и его сестра Элизабет были изображены на двойном портрете сэра Джошуа Рейнольдса в 1768 году, сейчас он находится в Метрополитен-музее в Нью-Йорке):
- Леди Элизабет Капель (10 августа 1755 — 23 февраля 1834), вышедшая замуж за Джона Монсона, 3-го барона Монсона[4].
- Джордж Капель-Конингсби, 5-й граф Эссекс (13 ноября 1757 — 23 апреля 1839), который был женат дважды[4].
- Леди Фрэнсис Капель (14 июля 1759 — 19 июля 1759)[7] .

Через несколько лет после ее смерти при родах в 1759 году он женился во второй раз на Харриет Блейден (1734 — 12 марта 1821), 2 марта 1767 года. Харриет была дочерью полковника Томаса Блейдена из аббатства Гластонбери, Сомерсет. От второй жены у него было четверо детей:
- Достопочтенный Джон Томас Капель (2 марта 1769 — 5 марта 1819), который женился на леди Кэролайн Пэджет, дочери Генри Пэджета, 1-го графа Аксбриджа, и сестре Генри Пэджета, 1-го маркиза Англси[4].
- Достопочтенный Томас Эдвард Капель (24 марта 1770 — 3 февраля 1855), генерал, умерший неженатым[4].
- Преподобный Уильям Роберт Капель (28 апреля 1775 — 3 декабря 1854), в 1802 году он женился на Саре Солтер, единственной дочери Сэмюэля Солтера из Рикмансворта[4].
- Достопочтенный Блэйден Томас Капель[англ.] (25 августа 1776 — 4 марта 1853), вице-адмирал Синего флота, в 1816 году он женился на Гарриет Кэтрин Смит, дочери Фрэнсиса Джорджа Смита[5].

Лорд Эссекс скончался 4 марта 1799 года в Сент-Джеймсском дворце в Вестминстере.